# فرانك كوبر
فرانك كوبر (بالإنجليزية: Frank Cooper)‏ هو سياسي أسترالي، ولد في 16 يوليو 1872 في أستراليا، وتوفي في 30 نوفمبر 1949 في أستراليا. حزبياً، نشط في حزب العمال الأسترالي.

## مناصب
- انتخب Deputy Premier of Queensland [الإنجليزية]‏.
- انتخب وزير مالية كوينزلاند [الإنجليزية]‏.
- انتخب عضو المجلس التشريعي ولاية كوينزلاند.
- انتخب Premier of Queensland [الإنجليزية]‏ (16 سبتمبر 1942 – 7 مارس 1946).